# Terashima Munenori
Terashima Munenori est un nom japonais traditionnel ; le nom de famille (ou le nom d'école), Terashima, précède donc le prénom (ou le nom d'artiste).
Pour les articles homonymes, voir Terashima.

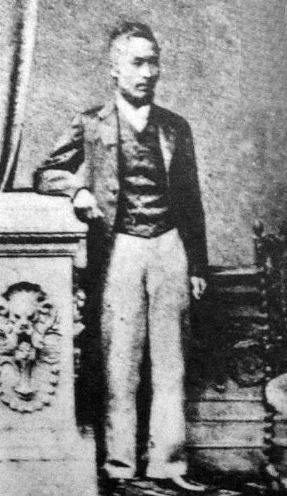

Le comte Terashima Munenori (寺島 宗則), né le 21 juin 1832 au domaine de Satsuma et décédé à l'âge de 61 ans le 6 juin 1893, est un diplomate et homme politique japonais de l'ère Meiji.

## Biographie

### Jeunesse et formation
Issu d'une famille samouraï du domaine de Satsuma (actuelle ville d'Akune dans la préfecture de Kagoshima), Terashima étudie les sciences occidentales (rangaku) et devient l'un des médecins du daimyo Shimazu Nariakira. En 1862, il est sélectionné par le shogunat Tokugawa pour faire partie d'un groupe d'étudiants envoyés étudier à l'University College de Londres. Il visite en même temps la France, les Pays-Bas, la Belgique, la Russie et le Portugal. De retour au Japon en 1863, il participe à la défense de Satsuma pendant la guerre anglo-Satsuma.

### Bureaucrate du gouvernement de Meiji
Après la restauration de Meiji de 1868, Terashima est nommé san'yo (conseiller inférieur) dans le nouveau gouvernement de Meiji. En 1873, il est nommé ministre des Affaires étrangères et négocie le traité de Saint-Pétersbourg de 1875 qui fixe les frontières entre le Japon et l'empire russe. Ses efforts pour re-négocier les traités inégaux signés avec les États-Unis échouent à la dernière minute à cause de l'opposition du Royaume-Uni. Terashima dirige également les négociations durant l'incident du María Luz lorsqu'un navire péruvien transportant des travailleurs forcés chinois est arrêté au Japon.
En tant que gouverneur de la préfecture de Kanagawa, il supervise la connexion de Tokyo et de Yokohama par le télégraphe en 1868.
Il est plus tard nommé à la chambre des anciens (genrōin) et devient en 1891 vice-président du Conseil privé.
Entre 1882 et 1884, il dirige la mission diplomatique japonaise aux États-Unis.

## Source de la traduction
- (en) Cet article est partiellement ou en totalité issu de l’article de Wikipédia en anglais intitulé « Terashima Munenori » (voir la liste des auteurs).